# 陳平順
陳 平順（ちん へいじゅん、チェン・ピンシュン、1873年 - 1939年）は長崎県長崎市の中華料理店『四海樓』の初代店主。福建省福州生まれ。

## 生涯
1873年 福州に生まれる。
1892年(明治25年）長崎に渡る。
1899年(明治32年）中華料理店と旅館を兼ねた『四海樓』を創業する。
当年、当時、日本に大勢いた清国からの留学生向けに福建料理の「湯肉絲麺」にならい、安くて栄養価の高い食べ物を食べさせるために「支那饂飩」を作った。これがのちに長崎ちゃんぽんのルーツとなったと言われている。「皿うどん」も、陳平順が考案したという情報もある。
1939年(昭和14年) 死去。享年66歳。

## その後の四海樓
四海樓は、平順の死後も営業を続け、現在に至っている。
1956年(昭和31年) 常陸宮正仁親王が来訪。皿うどんを食べ、お代わりをした。
1973年(昭和48年) 営業拡大に伴って松が枝町に新築移転。
1977年(昭和52年) 徳仁様が来訪。ちゃんぽんと皿うどんを食べた。
1989年(平成元年) 創業90周年特別企画として、閩菜会席と銘打ち究極の福建料理を披露。
1999年(平成11年) 店舗改築の為、一時閉店。長崎市銅座町で仮店舗を営業。
2000年(平成12年) 創業100周年を機に店舗を新築。
2001年(平成13年) ハーラル5世、ソニア王妃が来訪。